# Formule 1 v roce 2022
Sezóna Formule 1 2022 byla 73. sezónou Mistrovství světa Formule 1, závodní série pořádané pod hlavičkou Mezinárodní automobilové federace (FIA). V kalendáři sezóny bylo vypsáno 22 závodů od 20. března do 20. listopadu.

## Týmy a jezdci
| Motor         | #  | Tým                                   | Šasi   | Název/typ motoru                  | Konstruktér               | No. | Zkratka | Obr. | Jezdci           | Závody | Testovací/Rezervní jezdci                                  |
| ------------- | -- | ------------------------------------- | ------ | --------------------------------- | ------------------------- | --- | ------- | ---- | ---------------- | ------ | ---------------------------------------------------------- |
| Mercedes-Benz | 1  | Mercedes-AMG Petronas F1 Team         | F1 W13 | Mercedes-AMG F1 M13 E Performance | Mercedes                  | 44  | HAM     |      | Lewis Hamilton   | Vše    | Stoffel Vandoorne Nyck de Vries                            |
| Mercedes-Benz | 1  | Mercedes-AMG Petronas F1 Team         | F1 W13 | Mercedes-AMG F1 M13 E Performance | Mercedes                  | 63  | RUS     |      | George Russell   | Vše    | Stoffel Vandoorne Nyck de Vries                            |
| Mercedes-Benz | 8  | Williams Racing                       | FW44   | Mercedes-AMG F1 M13 E Performance | Williams-Mercedes         | 6   | LAT     |      | Nicholas Latifi  | Vše    | Jack Aitken Roy Nissany Nyck de Vries                      |
| Mercedes-Benz | 8  | Williams Racing                       | FW44   | Mercedes-AMG F1 M13 E Performance | Williams-Mercedes         | 23  | ALB     |      | Alexander Albon  | Vše    | Jack Aitken Roy Nissany Nyck de Vries                      |
| Mercedes-Benz | 8  | Williams Racing                       | FW44   | Mercedes-AMG F1 M13 E Performance | Williams-Mercedes         | 45  | DEV     |      | Nyck de Vries    | 16     | Jack Aitken Roy Nissany Nyck de Vries                      |
| Mercedes-Benz | 7  | Aston Martin Aramco Cognizant F1 Team | AMR22  | Mercedes-AMG F1 M13 E Performance | Aston Martin-Mercedes     | 5   | VET     |      | Sebastian Vettel | 3–22   | Nico Hülkenberg Nyck de Vries                              |
| Mercedes-Benz | 7  | Aston Martin Aramco Cognizant F1 Team | AMR22  | Mercedes-AMG F1 M13 E Performance | Aston Martin-Mercedes     | 18  | STR     |      | Lance Stroll     | Vše    | Nico Hülkenberg Nyck de Vries                              |
| Mercedes-Benz | 7  | Aston Martin Aramco Cognizant F1 Team | AMR22  | Mercedes-AMG F1 M13 E Performance | Aston Martin-Mercedes     | 27  | HUL     |      | Nico Hülkenberg  | 1–2    | Nico Hülkenberg Nyck de Vries                              |
| Mercedes-Benz | 4  | McLaren F1 Team                       | MCL36  | Mercedes-AMG F1 M13 E Performance | McLaren-Mercedes          | 3   | RIC     |      | Daniel Ricciardo | Vše    | Stoffel Vandoorne Nyck de Vries Oscar Piastri Colton Herta |
| Mercedes-Benz | 4  | McLaren F1 Team                       | MCL36  | Mercedes-AMG F1 M13 E Performance | McLaren-Mercedes          | 4   | NOR     |      | Lando Norris     | Vše    | Stoffel Vandoorne Nyck de Vries Oscar Piastri Colton Herta |
| Ferrari       | 3  | Scuderia Ferrari                      | F1-75  | Ferrari 066/7                     | Ferrari                   | 16  | LEC     |      | Charles Leclerc  | Vše    | Mick Schumacher Antonio Giovinazzi / Robert Švarcman       |
| Ferrari       | 3  | Scuderia Ferrari                      | F1-75  | Ferrari 066/7                     | Ferrari                   | 55  | SAI     |      | Carlos Sainz Jr. | Vše    | Mick Schumacher Antonio Giovinazzi / Robert Švarcman       |
| Ferrari       | 10 | Haas F1 Team                          | VF-22  | Ferrari 066/7                     | Haas-Ferrari              | 20  | MAG     |      | Kevin Magnussen  | Vše    | Pietro Fittipaldi Antonio Giovinazzi                       |
| Ferrari       | 10 | Haas F1 Team                          | VF-22  | Ferrari 066/7                     | Haas-Ferrari              | 47  | MSC     |      | Mick Schumacher  | Vše    | Pietro Fittipaldi Antonio Giovinazzi                       |
| Ferrari       | 9  | Alfa Romeo F1 Team Orlen              | C42    | Ferrari 066/7                     | Alfa Romeo Racing-Ferrari | 24  | ZHO     |      | Čou Kuan-jü      | Vše    | Robert Kubica Antonio Giovinazzi Callum Illott             |
| Ferrari       | 9  | Alfa Romeo F1 Team Orlen              | C42    | Ferrari 066/7                     | Alfa Romeo Racing-Ferrari | 77  | BOT     |      | Valtteri Bottas  | Vše    | Robert Kubica Antonio Giovinazzi Callum Illott             |
| Red Bull      | 2  | Oracle Red Bull Racing                | RB18   | Red Bull RBPTH001                 | Red Bull                  | 1   | VER     |      | Max Verstappen   | Vše    | Sébastien Buemi Liam Lawson Jüri Vips                      |
| Red Bull      | 2  | Oracle Red Bull Racing                | RB18   | Red Bull RBPTH001                 | Red Bull                  | 11  | PER     |      | Sergio Pérez     | Vše    | Sébastien Buemi Liam Lawson Jüri Vips                      |
| Red Bull      | 6  | Scuderia AlphaTauri                   | AT03   | Red Bull RBPTH001                 | AlphaTauri-Red Bull       | 10  | GAS     |      | Pierre Gasly     | Vše    | Liam Lawson Jüri Vips                                      |
| Red Bull      | 6  | Scuderia AlphaTauri                   | AT03   | Red Bull RBPTH001                 | AlphaTauri-Red Bull       | 22  | TSU     |      | Júki Cunoda      | Vše    | Liam Lawson Jüri Vips                                      |
| Renault       | 5  | BWT Alpine F1 Team                    | A522   | Renault E-Tech RE22               | Alpine-Renault            | 14  | ALO     |      | Fernando Alonso  | Vše    | Oscar Piastri                                              |
| Renault       | 5  | BWT Alpine F1 Team                    | A522   | Renault E-Tech RE22               | Alpine-Renault            | 31  | OCO     |      | Esteban Ocon     | Vše    | Oscar Piastri                                              |

- Všichni jezdci používají pneumatiky P Pirelli.

### Změny před sezónou
- Honda oznámila, že po roce 2021 přestane dodávat pohonné jednotky, které od roku 2018 využíval tým Scuderia AlphaTauri (dříve Scuderia Toro Rosso) a od roku 2019 také Red Bull.[2] Tyto pohonné jednotky převzal Red Bull, konkrétně se o ně začala starat nově vzniklá divize Red Bull Powertrains Limited.[3] Tento krok se podařilo uskutečnit poté, co byla nalezena shoda mezi ostatními závodními týmy ohledně zmrazení pohonných jednotek pro roky 2022–2024.[4] Pokud by ke zmrazení nedošlo, opustil by Red Bull formuli 1, jelikož by nebyli schopni sami v tak krátké době vyvinout vlastní motor a zároveň nebyli ochotni stát se opět zákazníky Renaultu.[5]
- Kimi Räikkönen v roce 2021 ukončil kariéru ve Formuli 1;[6] v týmu Alfa Romeo ho nahradil Fin Valtteri Bottas.[7] Jeho původní sedačku v Mercedesu obsadil George Russell, který do týmu přestoupil z Williamsu.[8]
- George Russella v týmu Williams nahradil Alexander Albon, který byl hlavním závodním jezdcem naposledy v roce 2020, kdy jezdil za Red Bull. V roce 2021 byl u tohoto týmu jezdcem rezervním.[9]
- V týmu Alfa Romeo skončil Antonio Giovinazzi, nahradil ho první čínský jezdec ve formuli 1 Čou Kuan-jü.[10]
- Mistr světa sezony 2021 Max Verstappen využil práva na užívání čísla 1, jeho tradiční číslo 33 se tak v sezoně 2022 neobjeví.[11]
- Šampion Formule 2 Oscar Piastri působí jako hlavní rezervní jezdec týmu Alpine.[12] Giovinazzi a pilot týmu Haas Mick Schumacher pak působí i v rolích testovacích pilotů Ferrari, Alfy a v případě Giovinazziho i Haasu.[13]
- Některé týmy získaly nové titulární sponzory. Partnerem stáje Aston Martin se stala saúdskoarabská společnost Aramco. Naopak od týmu odešla společnost BWT, která se stala novým titulárním sponzorem týmu Alpine. Hlavním sponzorem Red Bullu se pak stala společnost Oracle.
- Kvůli ruské invazi na Ukrajinu po prvních předsezónních testech v Barceloně přistoupil tým Haas k okamžitému ukončení smlouvy se svým hlavním sponzorem z Ruska, firmou Uralkali, kterou vlastní Dmitrij Mazepin. O smlouvu přišel i jeho syn Nikita Mazepin, který měl v týmu strávit druhou sezónu.[14] Do týmu se proto po roční pauze na poslední chvíli vrátil Kevin Magnussen.[15]

### Změny v průběhu sezóny
- Nico Hülkenberg nahradil Sebastiana Vettela v úvodní Grand Prix Bahrajnu[16] a následně v Grand Prix Saúdské Arábie.[17] Vettel měl pozitivní test na covid-19.
- Mick Schumacher měl v 2. části kvalifikace Grand Prix Saúdské Arábie vážnou nehodu. Tým nastoupil do závodu pouze s jedním vozem.[18]
- Nyck de Vries nahradil Alexe Albona v sobotní a nedělní části Grand Prix Itálie. Albon do zbytku víkendu nenastoupil kvůli zánětu slepého střeva.[19]

## Přestupy jezdců
|                    | Start sezony                                            | Start sezony                                               | Start sezony                                                             | Start sezony                     |                     |  |
| Jezdec             | 2021                                                    | 2021                                                       | 2022                                                                     | 2022                             |                     |  |
| Jezdec             | Tým                                                     | Pozice                                                     | Tým                                                                      | Pozice                           | Ref.                |  |
| ------------------ | ------------------------------------------------------- | ---------------------------------------------------------- | ------------------------------------------------------------------------ | -------------------------------- | ------------------- |  |
| Kimi Räikkönen     | Alfa Romeo-Ferrari                                      | Jezdec                                                     | Kawasaki (motokros)                                                      | Šéf týmu                         | [ 6 ] [ 20 ] [ 21 ] |  |
| Valtteri Bottas    | Mercedes                                                | Jezdec                                                     | Alfa Romeo-Ferrari                                                       | Jezdec                           | [ 7 ]               |  |
| George Russell     | Williams-Mercedes                                       | Jezdec                                                     | Mercedes                                                                 | Jezdec                           | [ 8 ]               |  |
| Alexander Albon    | Red Bull-Honda AF Corse-Ferrari                         | Rezervní jezdec Jezdec DTM                                 | Williams-Mercedes                                                        | Jezdec                           | [ 9 ]               |  |
| Čou Kuan-jü        | UNI-Virtuosi Racing                                     | Jezdec (F2)                                                | Alfa Romeo-Ferrari                                                       | Jezdec                           | [ 10 ]              |  |
| Antonio Giovinazzi | Alfa Romeo-Ferrari                                      | Jezdec                                                     | Dragon/Penske Autosport Haas-Ferrari Alfa Romeo-Ferrari Scuderia Ferrari | Jezdec Formule E Rezervní jezdec | [ 10 ]              |  |
| Nikita Mazepin     | Haas-Ferrari                                            | Jezdec                                                     | bude oznámeno                                                            | bude oznámeno                    | [ 14 ]              |  |
| Kevin Magnussen    | Haas-Ferrari Cadillac Chip Ganassi Racing Peugeot Sport | Testovací jezdec Jezdec IMSA Jezdec, vývojový jezdec (WEC) | Haas-Ferrari                                                             | Jezdec                           | [ 15 ]              |  |

## Kalendář
V kalendáři sezóny 2022 bylo vypsáno 22 závodů.
| Pořadí  | Grand Prix                | Okruh                                                 | Mapa trati | Datum         |
| ------- | ------------------------- | ----------------------------------------------------- | ---------- | ------------- |
| 1       | Grand Prix Bahrajnu       | Bahrain International Circuit, Sakhir                 |            | 20. března    |
| 2       | Grand Prix Saúdské Arábie | Jeddah Corniche Circuit, Džidda                       |            | 27. března    |
| 3       | Grand Prix Austrálie      | Albert Park, Melbourne                                |            | 10. dubna     |
| 4       | Grand Prix Emilia Romagna | Autodromo Enzo e Dino Ferrari, Imola                  |            | 24. dubna     |
| 5       | Grand Prix Miami          | Miami International Autodrome, Miami Gardens, Florida |            | 8. května     |
| 6       | Grand Prix Španělska      | Circuit de Catalunya, Barcelona                       |            | 22. května    |
| 7       | Grand Prix Monaka         | Circuit de Monaco, Monte Carlo                        |            | 29. května    |
| 8       | Grand Prix Ázerbájdžánu   | Baku City Circuit, Baku                               |            | 12. června    |
| 9       | Grand Prix Kanady         | Circuit Gilles Villeneuve, Montréal                   |            | 19. června    |
| 10      | Grand Prix Velké Británie | Silverstone, Silverstone                              |            | 3. července   |
| 11      | Grand Prix Rakouska       | Red Bull Ring, Spielberg                              |            | 10. července  |
| 12      | Grand Prix Francie        | Circuit Paul-Ricard, Le Castellet                     |            | 24. července  |
| 13      | Grand Prix Maďarska       | Hungaroring, Mogyoród                                 |            | 31. července  |
| 14      | Grand Prix Belgie         | Circuit de Spa-Francorchamps, Spa                     |            | 28. srpna     |
| 15      | Grand Prix Nizozemska     | Circuit Park Zandvoort, Zandvoort                     |            | 4. září       |
| 16      | Grand Prix Itálie         | Autodromo Nazionale Monza, Monza                      |            | 11. září      |
| 17      | Grand Prix Singapuru      | Marina Bay Street Circuit, Singapur                   |            | 2. října      |
| 18      | Grand Prix Japonska       | Suzuka Circuit, Suzuka                                |            | 9. října      |
| 19      | Grand Prix USA            | Circuit of the Americas, Austin, Texas                |            | 23. října     |
| 20      | Grand Prix Mexika         | Autódromo Hermanos Rodríguez, Ciudad de México        |            | 30. října     |
| 21      | Grand Prix São Paula      | Autódromo José Carlos Pace, São Paulo                 |            | 13. listopadu |
| 22      | Grand Prix Abú Zabí       | Yas Marina Circuit, Abú Zabí                          |            | 20. listopadu |
| Zdroje: |                           |                                                       |            |               |

### Změny v kalendáři
- Grand Prix Austrálie, Kanady, Japonska a Singapuru se do kalendáře vrátily po dvouleté pauze způsobené pandemií covidu-19.
- Grand Prix Emilia Romagna nahradila Grand Prix Číny, která měla být součástí kalendáře, kvůli obavám ohledně cestovních restrikcí při pandemii covidu-19 ale byla vyřazena. V roce 2023 se má ale závod do kalendáře vrátit.
- Poprvé se uskutečnila Grand Prix Miami, a to na okruhu Miami International Autodrome v Miami Gardens na Floridě.
- Grand Prix Portugalska, Štýrska a Turecka nejsou součástí kalendáře, jelikož se jednalo o mimořádné závody pro sezónu 2021 uspořádané pro zachování co nejvyššího počtu závodů v roce ovlivněném pandemií covidu-19.
- Grand Prix Kataru, která se jela poprvé v roce 2021, není součástí kalendáře, jelikož se země chce plně soustředit na pořádání mistrovství světa ve fotbale. Závod se opět vrátí v roce 2023.
- Grand Prix Ruska, která se měla jet naposledy na autodromu v Soči, byla 25. února 2022 z kalendáře kvůli ruské invazi na Ukrajinu vyřazena,[25] k formálnímu zrušení závodu došlo 1. března 2022.[1] Velkou cenu měl původně nahradit jiný okruh, 18. května 2022 bylo ale oznámeno, že jiný závod se nepojede, počet závodů v kalendáři ročníku tak klesl na 22.[24]

## Výsledky a pořadí
| Pořadí | Grand Prix                | Pole position    | Vítěz závodu     | Vítězný tým | Nejrychlejší kolo | Výsledky |
| ------ | ------------------------- | ---------------- | ---------------- | ----------- | ----------------- | -------- |
| 1      | Grand Prix Bahrajnu       | Charles Leclerc  | Charles Leclerc  | Ferrari     | Charles Leclerc   | Výsledky |
| 2      | Grand Prix Saúdské Arábie | Sergio Pérez     | Max Verstappen   | Red Bull    | Charles Leclerc   | Výsledky |
| 3      | Grand Prix Austrálie      | Charles Leclerc  | Charles Leclerc  | Ferrari     | Charles Leclerc   | Výsledky |
| 4      | Grand Prix Emilia Romagna | Max Verstappen   | Max Verstappen   | Red Bull    | Max Verstappen    | Výsledky |
| 5      | Grand Prix Miami          | Charles Leclerc  | Max Verstappen   | Red Bull    | Max Verstappen    | Výsledky |
| 6      | Grand Prix Španělska      | Charles Leclerc  | Max Verstappen   | Red Bull    | Sergio Pérez      | Výsledky |
| 7      | Grand Prix Monaka         | Charles Leclerc  | Sergio Pérez     | Red Bull    | Lando Norris      | Výsledky |
| 8      | Grand Prix Ázerbájdžánu   | Charles Leclerc  | Max Verstappen   | Red Bull    | Sergio Pérez      | Výsledky |
| 9      | Grand Prix Kanady         | Max Verstappen   | Max Verstappen   | Red Bull    | Carlos Sainz Jr.  | Výsledky |
| 10     | Grand Prix Velké Británie | Carlos Sainz Jr. | Carlos Sainz Jr. | Ferrari     | Lewis Hamilton    | Výsledky |
| 11     | Grand Prix Rakouska       | Max Verstappen   | Charles Leclerc  | Ferrari     | Max Verstappen    | Výsledky |
| 12     | Grand Prix Francie        | Charles Leclerc  | Max Verstappen   | Red Bull    | Carlos Sainz Jr.  | Výsledky |
| 13     | Grand Prix Maďarska       | George Russell   | Max Verstappen   | Red Bull    | Lewis Hamilton    | Výsledky |
| 14     | Grand Prix Belgie         | Carlos Sainz Jr. | Max Verstappen   | Red Bull    | Max Verstappen    | Výsledky |
| 15     | Grand Prix Nizozemska     | Max Verstappen   | Max Verstappen   | Red Bull    | Max Verstappen    | Výsledky |
| 16     | Grand Prix Itálie         | Charles Leclerc  | Max Verstappen   | Red Bull    | Sergio Pérez      | Výsledky |
| 17     | Grand Prix Singapuru      | Charles Leclerc  | Sergio Pérez     | Red Bull    | George Russell    | Výsledky |
| 18     | Grand Prix Japonska       | Max Verstappen   | Max Verstappen   | Red Bull    | Čou Kuan-jü       | Výsledky |
| 19     | Grand Prix USA            | Carlos Sainz Jr. | Max Verstappen   | Red Bull    | George Russell    | Výsledky |
| 20     | Grand Prix Mexika         | Max Verstappen   | Max Verstappen   | Red Bull    | George Russell    | Výsledky |
| 21     | Grand Prix São Paula      | Kevin Magnussen  | George Russell   | Mercedes    | George Russell    | Výsledky |
| 22     | Grand Prix Abú Zabí       | Max Verstappen   | Max Verstappen   | Red Bull    | Lando Norris      | Výsledky |

### Pořadí jezdců
Za umístění v závodě získává body prvních 10 jezdců v cíli. Od této sezóny v rámci sprintů nebodují pouze první tři, ale nejlepších osm. Body jsou rozděleny takto:
| Umístění   | 1. | 2. | 3. | 4. | 5. | 6. | 7. | 8. | 9. | 10. | NK |
| Grand Prix | 25 | 18 | 15 | 12 | 10 | 8  | 6  | 4  | 2  | 1   | 1  |
| Sprint     | 8  | 7  | 6  | 5  | 4  | 3  | 2  | 1  |    |     |    |

V případě rovnosti bodů rozhoduje pravidlo „nejlepších umístění“, tj. výše v celkovém pořadí se umístí jezdec, který má více prvních míst. Pokud je počet shodný, porovnává se počet druhých míst, třetích míst atd. Konečné rozhodnutí vydává FIA.
| Poř.    | Jezdec           | BHR | SAU | AUS | EMI  | MIA | ESP | MON | AZE | CAN | GBR | AUT  | FRA | HUN | BEL | NLD | ITA | SGP | JPN | USA | MXC | SAP  | ABU | Body |
| ------- | ---------------- | --- | --- | --- | ---- | --- | --- | --- | --- | --- | --- | ---- | --- | --- | --- | --- | --- | --- | --- | --- | --- | ---- | --- | ---- |
| 1       | Max Verstappen   | 19† | 1   | Ret | 1    | 1   | 1   | 3   | 1   | 1   | 7   | 21   | 1   | 1   | 1   | 1   | 1   | 7   | 1   | 1   | 1   | 64   | 1   | 454  |
| 2       | Charles Leclerc  | 1   | 2   | 1   | 62   | 2   | Ret | 4   | Ret | 5   | 4   | 12   | Ret | 6   | 6   | 3   | 2   | 2   | 3   | 3   | 6   | 46   | 2   | 308  |
| 3       | Sergio Pérez     | 18† | 4   | 2   | 23   | 4   | 2   | 1   | 2   | Ret | 2   | Ret5 | 4   | 5   | 2   | 5   | 6   | 1   | 2   | 4   | 3   | 75   | 3   | 305  |
| 4       | George Russell   | 4   | 5   | 3   | 4    | 5   | 3   | 5   | 3   | 4   | Ret | 4    | 3   | 3   | 4   | 2   | 3   | 14  | 8   | 5   | 4   | 1    | 5   | 275  |
| 5       | Carlos Sainz Jr. | 2   | 3   | Ret | Ret4 | 3   | 4   | 2   | Ret | 2   | 1   | Ret3 | 5   | 4   | 3   | 8   | 4   | 3   | Ret | Ret | 5   | 32   | 4   | 246  |
| 6       | Lewis Hamilton   | 3   | 10  | 4   | 13   | 6   | 5   | 8   | 4   | 3   | 3   | 38   | 2   | 2   | Ret | 4   | 5   | 9   | 5   | 2   | 2   | 23   | 18† | 240  |
| 7       | Lando Norris     | 15  | 7   | 5   | 35   | Ret | 8   | 6   | 9   | 15  | 6   | 7    | 7   | 7   | 12  | 7   | 7   | 4   | 10  | 6   | 9   | Ret7 | 6   | 122  |
| 8       | Esteban Ocon     | 7   | 6   | 7   | 14   | 8   | 7   | 12  | 10  | 6   | Ret | 56   | 8   | 9   | 7   | 9   | 11  | Ret | 4   | 11  | 8   | 8    | 7   | 92   |
| 9       | Fernando Alonso  | 9   | Ret | 17  | Ret  | 11  | 9   | 7   | 7   | 9   | 5   | 10   | 6   | 8   | 5   | 6   | Ret | Ret | 7   | 7   | 19  | 5    | Ret | 81   |
| 10      | Valtteri Bottas  | 6   | Ret | 8   | 57   | 7   | 6   | 9   | 11  | 7   | Ret | 11   | 14  | 20† | Ret | Ret | 13  | 11  | 15  | Ret | 10  | 9    | 15  | 49   |
| 12      | Daniel Ricciardo | 14  | Ret | 6   | 186  | 13  | 12  | 13  | 8   | 11  | 13  | 9    | 9   | 15  | 15  | 17  | Ret | 5   | 11  | 16  | 7   | Ret  | 9   | 37   |
| 11      | Sebastian Vettel |     |     | Ret | 8    | 17† | 11  | 10  | 6   | 12  | 9   | 17   | 11  | 10  | 8   | 14  | Ret | 8   | 6   | 8   | 14  | 11   | 10  | 37   |
| 13      | Kevin Magnussen  | 5   | 9   | 14  | 98   | 16† | 17  | Ret | Ret | 17  | 10  | 87   | Ret | 16  | 16  | 15  | 16  | 12  | 14  | 9   | 17  | Ret8 | 17  | 25   |
| 14      | Pierre Gasly     | Ret | 8   | 9   | 12   | Ret | 13  | 11  | 5   | 14  | Ret | 15   | 12  | 12  | 9   | 11  | 8   | 10  | 18  | 14  | 11  | 14   | 14  | 23   |
| 15      | Lance Stroll     | 12  | 13  | 12  | 10   | 10  | 15  | 14  | 16† | 10  | 11  | 13   | 10  | 11  | 11  | 10  | Ret | 6   | 12  | Ret | 15  | 10   | 8   | 18   |
| 16      | Mick Schumacher  | 11  | WD  | 13  | 17   | 15  | 14  | Ret | 14  | Ret | 8   | 6    | 15  | 14  | 17  | 13  | 12  | 13  | 17  | 15  | 16  | 13   | 16  | 12   |
| 17      | Júki Cunoda      | 8   | DNS | 15  | 7    | 12  | 10  | 17  | 13  | Ret | 14  | 16   | Ret | 19  | 13  | Ret | 14  | Ret | 13  | 10  | Ret | 17   | 11  | 12   |
| 18      | Čou Kuan-jü      | 10  | 11  | 11  | 15   | Ret | Ret | 16  | Ret | 8   | Ret | 14   | 16  | 13  | 14  | 16  | 10  | Ret | 16  | 12  | 13  | 12   | 12  | 6    |
| 19      | Alexander Albon  | 13  | 14† | 10  | 11   | 9   | 18  | Ret | 12  | 13  | Ret | 12   | 13  | 17  | 10  | 12  |     | Ret | Ret | 13  | 12  | 15   | 13  | 4    |
| 20      | Nicholas Latifi  | 16  | Ret | 16  | 16   | 14  | 16  | 15  | 15  | 16  | 12  | Ret  | Ret | 18  | 18  | 18  | 15  | Ret | 9   | 17  | 18  | 16   | 19† | 2    |
| 21      | Nyck de Vries    |     |     |     |      |     | TD  |     |     |     |     |      | TD  |     |     |     | 9   |     |     |     | TD  |      |     | 2    |
| 22      | Nico Hülkenberg  | 17  | 12  |     |      |     |     |     |     |     |     |      |     |     |     |     |     |     |     |     |     |      |     | 0    |
| Poř.    | Jezdec           | BHR | SAU | AUS | EMI  | MIA | ESP | MON | AZE | CAN | GBR | AUT  | FRA | HUN | BEL | NLD | ITA | SGP | JPN | USA | MXC | SAP  | ABU | Body |
| Zdroje: |                  |     |     |     |      |     |     |     |     |     |     |      |     |     |     |     |     |     |     |     |     |      |     |      |

| Legenda k tabulce | Legenda k tabulce                                                                       |
| Barva             | Výsledek                                                                                |
| ----------------- | --------------------------------------------------------------------------------------- |
| Zlatá             | Vítěz                                                                                   |
| Stříbrná          | 2. místo                                                                                |
| Bronzová          | 3. místo                                                                                |
| Zelená            | Bodované umístění                                                                       |
| Modrá             | Nebodované umístění                                                                     |
| Modrá             | Dokončil neklasifikován (NC)                                                            |
| Fialová           | Odstoupil (Ret)                                                                         |
| Červená           | Nekvalifikoval se (DNQ)                                                                 |
| Červená           | Nepředkvalifikoval se (DNPQ)                                                            |
| Černá             | Diskvalifikován (DSQ)                                                                   |
| Bílá              | Nestartoval (DNS)                                                                       |
| Bílá              | Závod zrušen (C)                                                                        |
| Světle modrá      | Pouze trénoval (PO)                                                                     |
| Světle modrá      | Páteční testovací jezdec (TD)                                                           |
| Bez barvy         | Netrénoval (DNP)                                                                        |
| Bez barvy         | Vyřazen (EX)                                                                            |
| Bez barvy         | Nepřijel (DNA)                                                                          |
| Bez barvy         | Odvolal účast (WD)                                                                      |
| Bez barvy         | Nezúčastnil se (prázdné)                                                                |
| Označení          | Význam                                                                                  |
| Tučnost           | Pole position                                                                           |
| Kurzíva           | Nejrychlejší kolo                                                                       |
| †                 | Jezdec nedojel do cíle, ale byl klasifikován, protože odjel více než 90 % délky závodu. |
| ‡                 | Byl udělován poloviční počet bodů, protože bylo odjeto méně než 75 % délky závodu.      |
| Horní index       | Umístění bodujících jezdců ve sprintu                                                   |

### Pohár konstruktérů
| Poř.    | Konstruktér           | No. | BHR | SAU | AUS | EMI  | MIA | ESP | MON | AZE | CAN | GBR | AUT  | FRA | HUN | BEL | NLD | ITA | SGP | JPN | USA | MXC | SAP  | ABU | Body |
| ------- | --------------------- | --- | --- | --- | --- | ---- | --- | --- | --- | --- | --- | --- | ---- | --- | --- | --- | --- | --- | --- | --- | --- | --- | ---- | --- | ---- |
| 1       | Red Bull-RBPT         | 1   | 19† | 1   | Ret | 1    | 1   | 1   | 3   | 1   | 1   | 7   | 21   | 1   | 1   | 1   | 1   | 1   | 7   | 1   | 1   | 1   | 64   | 1   | 759  |
| 1       | Red Bull-RBPT         | 11  | 18† | 4   | 2   | 23   | 4   | 2   | 1   | 2   | Ret | 2   | Ret5 | 4   | 5   | 2   | 5   | 6   | 1   | 2   | 4   | 3   | 75   | 3   | 759  |
| 2       | Ferrari               | 16  | 1   | 2   | 1   | 62   | 2   | Ret | 4   | Ret | 5   | 4   | 12   | Ret | 6   | 6   | 3   | 2   | 2   | 3   | 3   | 6   | 46   | 2   | 554  |
| 2       | Ferrari               | 55  | 2   | 3   | Ret | Ret4 | 3   | 4   | 2   | Ret | 2   | 1   | Ret3 | 5   | 4   | 3   | 8   | 4   | 3   | Ret | Ret | 5   | 32   | 4   | 554  |
| 3       | Mercedes              | 44  | 3   | 10  | 4   | 13   | 6   | 5   | 8   | 4   | 3   | 3   | 38   | 2   | 2   | Ret | 4   | 5   | 9   | 5   | 2   | 2   | 23   | 18† | 515  |
| 3       | Mercedes              | 63  | 4   | 5   | 3   | 4    | 5   | 3   | 5   | 3   | 4   | Ret | 4    | 3   | 3   | 4   | 2   | 3   | 14  | 8   | 5   | 4   | 1    | 5   | 515  |
| 4       | Alpine-Renault        | 14  | 9   | Ret | 17  | Ret  | 11  | 9   | 7   | 7   | 9   | 5   | 10   | 6   | 8   | 5   | 6   | Ret | Ret | 7   | 7   | 19  | 5    | Ret | 173  |
| 4       | Alpine-Renault        | 31  | 7   | 6   | 7   | 14   | 8   | 7   | 12  | 10  | 6   | Ret | 56   | 8   | 9   | 7   | 9   | 11  | Ret | 4   | 11  | 8   | 8    | 7   | 173  |
| 5       | McLaren-Mercedes      | 3   | 14  | Ret | 6   | 186  | 13  | 12  | 13  | 8   | 11  | 13  | 9    | 9   | 15  | 15  | 17  | Ret | 5   | 11  | 16  | 7   | Ret  | 9   | 159  |
| 5       | McLaren-Mercedes      | 4   | 15  | 7   | 5   | 35   | Ret | 8   | 6   | 9   | 15  | 6   | 7    | 7   | 7   | 12  | 7   | 7   | 4   | 10  | 6   | 9   | Ret7 | 6   | 159  |
| 6       | Alfa Romeo-Ferrari    | 24  | 10  | 11  | 11  | 15   | Ret | Ret | 16  | Ret | 8   | Ret | 14   | 16  | 13  | 14  | 16  | 10  | Ret | 16  | 12  | 13  | 12   | 12  | 55   |
| 6       | Alfa Romeo-Ferrari    | 77  | 6   | Ret | 8   | 57   | 7   | 6   | 9   | 11  | 7   | Ret | 11   | 14  | 20† | Ret | Ret | 13  | 11  | 15  | Ret | 10  | 9    | 15  | 55   |
| 6       | Aston Martin-Mercedes | 5   |     |     | Ret | 8    | 17† | 11  | 10  | 6   | 12  | 9   | 17   | 11  | 10  | 8   | 14  | Ret | 8   | 6   | 8   | 14  | 11   | 10  | 55   |
| 6       | Aston Martin-Mercedes | 18  | 12  | 13  | 12  | 10   | 10  | 15  | 14  | 16† | 10  | 11  | 13   | 10  | 11  | 11  | 10  | Ret | 6   | 12  | Ret | 15  | 10   | 8   | 55   |
| 6       | Aston Martin-Mercedes | 27  | 17  | 12  |     |      |     |     |     |     |     |     |      |     |     |     |     |     |     |     |     |     |      |     | 55   |
| 7       | Haas-Ferrari          | 20  | 5   | 9   | 14  | 98   | 16† | 17  | Ret | Ret | 17  | 10  | 87   | Ret | 16  | 16  | 15  | 16  | 12  | 14  | 9   | 17  | Ret8 | 17  | 37   |
| 7       | Haas-Ferrari          | 47  | 11  | WD  | 13  | 17   | 15  | 14  | Ret | 14  | Ret | 8   | 6    | 15  | 14  | 17  | 13  | 12  | 13  | 17  | 15  | 16  | 13   | 16  | 37   |
| 8       | AlphaTauri-RBPT       | 10  | Ret | 8   | 9   | 12   | Ret | 13  | 11  | 5   | 14  | Ret | 15   | 12  | 12  | 9   | 11  | 8   | 10  | 18  | 14  | 11  | 14   | 14  | 35   |
| 8       | AlphaTauri-RBPT       | 22  | 8   | DNS | 15  | 7    | 12  | 10  | 17  | 13  | Ret | 14  | 16   | Ret | 19  | 13  | Ret | 14  | Ret | 13  | 10  | Ret | 17   | 11  | 35   |
| 10      | Williams-Mercedes     | 6   | 16  | Ret | 16  | 16   | 14  | 16  | 15  | 16  | 16  | 12  | Ret  | Ret | 18  | 18  | 18  | 15  | Ret | 9   | 17  | 18  | 16   | 19† | 8    |
| 10      | Williams-Mercedes     | 23  | 13  | 14† | 10  | 11   | 9   | 18  | Ret | 12  | 13  | Ret | 12   | 13  | 17  | 10  | 12  |     | Ret | Ret | 13  | 12  | 15   | 13  | 8    |
| 10      | Williams-Mercedes     | 45  |     |     |     |      |     | TD  |     |     |     |     |      | TD  |     |     |     | 9   |     |     |     | TD  |      |     | 8    |
| Poř.    | Konstruktér           | No. | BHR | SAU | AUS | EMI  | MIA | ESP | MON | AZE | CAN | GBR | AUT  | FRA | HUN | BEL | NLD | ITA | SGP | JPN | USA | MXC | SAP  | ABU | Body |
| Zdroje: |                       |     |     |     |     |      |     |     |     |     |     |     |      |     |     |     |     |     |     |     |     |     |      |     |      |

| Legenda k tabulce | Legenda k tabulce                                                                       |
| Barva             | Výsledek                                                                                |
| ----------------- | --------------------------------------------------------------------------------------- |
| Zlatá             | Vítěz                                                                                   |
| Stříbrná          | 2. místo                                                                                |
| Bronzová          | 3. místo                                                                                |
| Zelená            | Bodované umístění                                                                       |
| Modrá             | Nebodované umístění                                                                     |
| Modrá             | Dokončil neklasifikován (NC)                                                            |
| Fialová           | Odstoupil (Ret)                                                                         |
| Červená           | Nekvalifikoval se (DNQ)                                                                 |
| Červená           | Nepředkvalifikoval se (DNPQ)                                                            |
| Černá             | Diskvalifikován (DSQ)                                                                   |
| Bílá              | Nestartoval (DNS)                                                                       |
| Bílá              | Závod zrušen (C)                                                                        |
| Světle modrá      | Pouze trénoval (PO)                                                                     |
| Světle modrá      | Páteční testovací jezdec (TD)                                                           |
| Bez barvy         | Netrénoval (DNP)                                                                        |
| Bez barvy         | Vyřazen (EX)                                                                            |
| Bez barvy         | Nepřijel (DNA)                                                                          |
| Bez barvy         | Odvolal účast (WD)                                                                      |
| Bez barvy         | Nezúčastnil se (prázdné)                                                                |
| Označení          | Význam                                                                                  |
| Tučnost           | Pole position                                                                           |
| Kurzíva           | Nejrychlejší kolo                                                                       |
| †                 | Jezdec nedojel do cíle, ale byl klasifikován, protože odjel více než 90 % délky závodu. |
| ‡                 | Byl udělován poloviční počet bodů, protože bylo odjeto méně než 75 % délky závodu.      |
| Horní index       | Umístění bodujících jezdců ve sprintu                                                   |

- Číslo v horním indexu znázorňuje umístění osmi nejlepších jezdců ve sprintové kvalifikaci.